# V4 Ladies Series
Las V4 Ladies Series son una competición ciclista femenina que agrupa dos carreras de un solo día, las cuales se disputan en los 4 países que conforman el denominado "Grupo Visegrád o V4": Polonia, la República Checa, Eslovaquia y Hungría.
Es la versión femenina de las carreras conocidas como Visegrad 4 Bicycle Race y fueron creadas en 2019 como parte del Calendario UCI Femenino bajo categoría 1.2.

## Palmarés

### V4 Ladies Series Pannonhalma
| Año  | Ganador          | Segundo           | Tercero        |
| ---- | ---------------- | ----------------- | -------------- |
| 2019 | Polina Kirillova | Jarmila Machačová | Monika Brzeźna |

### V4 Ladies Series Restart Zalaegerszeg
| Año  | Ganador     | Segundo        | Tercero               |
| ---- | ----------- | -------------- | --------------------- |
| 2019 | Olga Shekel | Monika Brzeźna | Kathrin Schweinberger |

## Palmarés por países
| País  | Victorias |
| ----- | --------- |
| Rusia | 1         |

| País    | Victorias |
| ------- | --------- |
| Ucrania | 1         |